# Cestaria amazônica
A cestaria amazônica é a arte ancestral de produzir produtos artesanalmente com o trançamento de fibras vegetais (palhas) da região amazônica mantida pelas populações tradicionais que residem nesta região.

## Fibras
Na amazônia brasileira existe uma grande variedade de fibras, principalmente de palmeiras, como por exemplo ouricuri, embira, carnaúba, taquara, babaçu, bananeira, taboa, cipó.

## Podutos
Os seguintes produtos são produzidos com as fibras vegetais: chapéu, esteira, cesto, rede.